# La Belle
La Belle és una població dels Estats Units a l'estat de Missouri. Segons el cens del 2000 tenia 669 habitants.

## Demografia
Segons el cens del 2000, La Belle tenia 669 habitants, 282 habitatges, i 159 famílies. La densitat de població era de 403,6 habitants per km².
Dels 282 habitatges en un 26,2% hi vivien nens de menys de 18 anys, en un 44,3% hi vivien parelles casades, en un 7,8% dones solteres, i en un 43,3% no eren unitats familiars. En el 37,9% dels habitatges hi vivien persones soles el 21,3% de les quals corresponia a persones de 65 anys o més que vivien soles. El nombre mitjà de persones vivint en cada habitatge era de 2,19 i el nombre mitjà de persones que vivien en cada família era de 2,89.
Per edats la població es repartia de la següent manera: un 23,9% tenia menys de 18 anys, un 7% entre 18 i 24, un 22% entre 25 i 44, un 22,3% de 45 a 60 i un 24,8% 65 anys o més.
L'edat mediana era de 43 anys. Per cada 100 dones de 18 o més anys hi havia 80,5 homes.
La renda mediana per habitatge era de 21.477 $ i la renda mediana per família de 24.000 $. Els homes tenien una renda mediana de 26.917 $ mentre que les dones 16.136 $. La renda per capita de la població era de 12.424 $. Entorn del 21,2% de les famílies i el 28,5% de la població estaven per davall del llindar de pobresa.

## Poblacions més properes
El següent diagrama mostra les poblacions més properes.